# Friedhof Wüsten
Der historische Teil des kirchlichen Friedhofs in Wüsten ist ein mit der Nummer 19a in die Denkmalliste der Stadt Bad Salzuflen im nordrhein-westfälischen Kreis Lippe in Deutschland eingetragenes Baudenkmal.
Die Eintragung erfolgte am 21. September 1994; Grundlage für die Aufnahme in die Denkmalliste ist das Denkmalschutzgesetz Nordrhein-Westfalens (DSchG NRW).

## Lage
Der Friedhof liegt nördlich und nordöstlich der Evangelischen Kirche im Bad Salzufler Ortsteil Wüsten.

## Geschichte

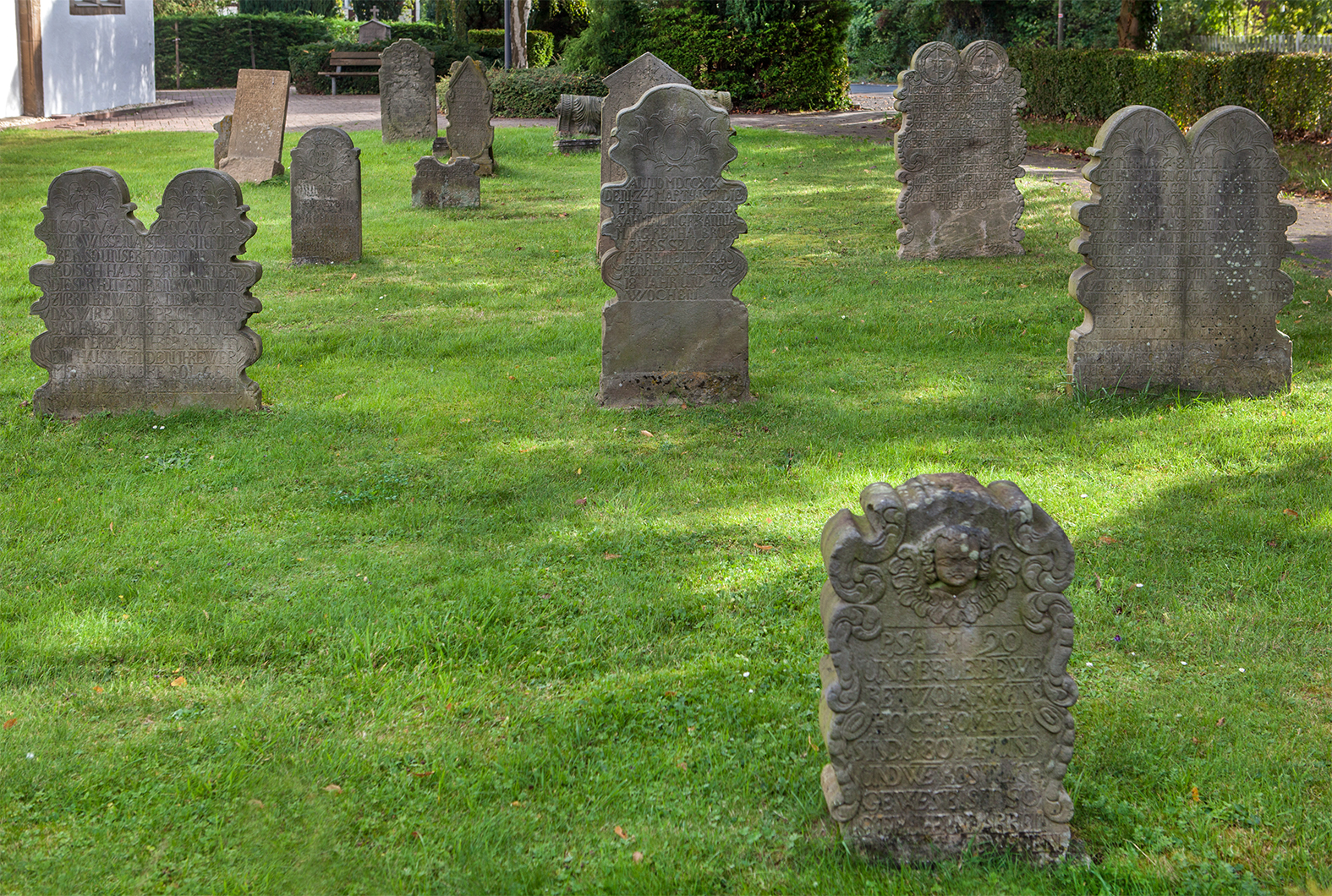
Der „Totenhof“

1620 wurde für die beiden Bauerschaften Ober- und Unterwüsten die Wüstener Gemeindekirche erbaut. Beide gehörten, wie elf weitere Bauerschaften, zum Kirchspiel Schötmar.

Einen Friedhof gab es noch nicht: Die Wüstener Toten wurden in der „Wüstener Ecke“ des Friedhofs bei der Schötmarschen Kirche begraben, aber der Weg über den Vierenberg, im Volksmund „Bumbamweg“ genannt, auf dem man das „Bum-Bam“ der Glocken der Kilianskirche hörte, wenn die Höhe des Vierenberges überschritten war, war lang und beschwerlich.
1625 bekam Wüsten einen eigenen „Totenhof“, rechts von der Kirche – heute zwischen der Straße nach Vlotho und der Kirche gelegen. Einige alte Grabsteine, die an frühere Zeiten und alteingesessene Familien erinnern, zeugen noch von der ehemaligen Ruhestätte an dieser Stelle. 
Nach Vergrößerungen des kirchlichen Friedhofs in den Jahren 1770, 1784, 1872, 1913 (1259 m²) und 1940 (1918 m²) hatte er zum Ende des 20. Jahrhunderts eine Belegungsfläche von 8382 Quadratmetern. 
Auch Nicht-Wüstener fanden hier ihre Ruhe: Am 25. März 1944 wurden vier Australier, die Besatzung eines viermotorigen Bombers, der in der Nacht vom 23. auf den 24. März im Luftkampf von deutschen Jagdflugzeugen abgeschossen worden und auf dem Vierenberg abgestürzt war, auf dem Wüstener Friedhof beigesetzt. Nach dem Krieg wurden die Soldaten auf den Hannover War Cemetery umgebettet.
Aufgrund akuten Platzmangels wurde Mitte der 1960er Jahre ein zweiter Friedhof, heute im Besitz der Stadt Bad Salzuflen, oberhalb des „Alten Dorfes“ angelegt. Beide Friedhöfe dienen den Wüstener Bürgern als letzte Ruhestätte.

## Historische Grabsteine
Der älteste Grabstein datiert vom 27. November 1676, siehe BERENT MÖLLER.

### Familie Boch / Böke
- ANNO 1749 den 27 MAY IST JOHAN KORDT BOCH IM HERRN ENTSCHLAFEN SEINES ALTERS 56 JAHR  TRIMARC.B
Rückseite: GOTT MIT UNS[3]

### Familie Brochhoue / Brokmeier
- ANNO MDCCXIX (Anmerkung: 1719) DEN 24. MARTY IST DIE EHR U TUGENDSAHME JUNGFR ANNA MARGARETHA BROKMEIERS SELIG IM HERRN ENTSCHLAFEN IHRES ALTERS 18 JAHR 46 WOCHEN
Rückseite: ECCLES VII V2 EIN GUT GERÜCHT IST BESSER DEN GUTE SALBE UND DER TAG DES TODES WIE DER TAG DER GEBUERT[3]

### Familie Dracke / Drake
- HIER RUHET DER EHRBAHRE HERMAN DRACKE VON DE VOßHAGEN GEBOHREN ANNO 1688 DEN 18 FEBRUARIUS, GESTORBEN 1740 DEN 24 MARTIUS SEINES ALTERS 52 JAHR ANNO 1794 HERMAN FRIDRICH DRACKE UND ANNA MARIA VOGTS DIE HABEN SICH VON SCHÖTMER NACH DER WÜSTEN UM GEVAHRET
Rückseite:  PSALM 90 VERS 9 WIR BRINGEN UNSERE JAHRE ZU WIE EIN GESCHWATZ HIR. H. W. 6 GRAEBER
- WILHELMINE DRAKE AUS VOSSHAGEN GEB. SPARBRODT AUS HELLERHAUSEN GEB. 1. JUNI 1829 GEST. 21. AUGUST 1905
RUHE SANFT, DIE DU SO TREU GEWIRKT IM LEBEN, UND DEINES FLEISSES LOHN WIRD GOTT DIR GEBEN.
- ANTON DRAKE AUS VOSHAGEN GEB. 15. MÄRZ 1819 GEST. 16. MÄRZ 1890
IN DEINE HÄNDE BEFEHLE ICH MEINEN GEIST, DU HAST MICH ERLÖSET, HERR DU GETREUER GOTT. (Psalm 31 V6)[3]

### Familie Jobstharde

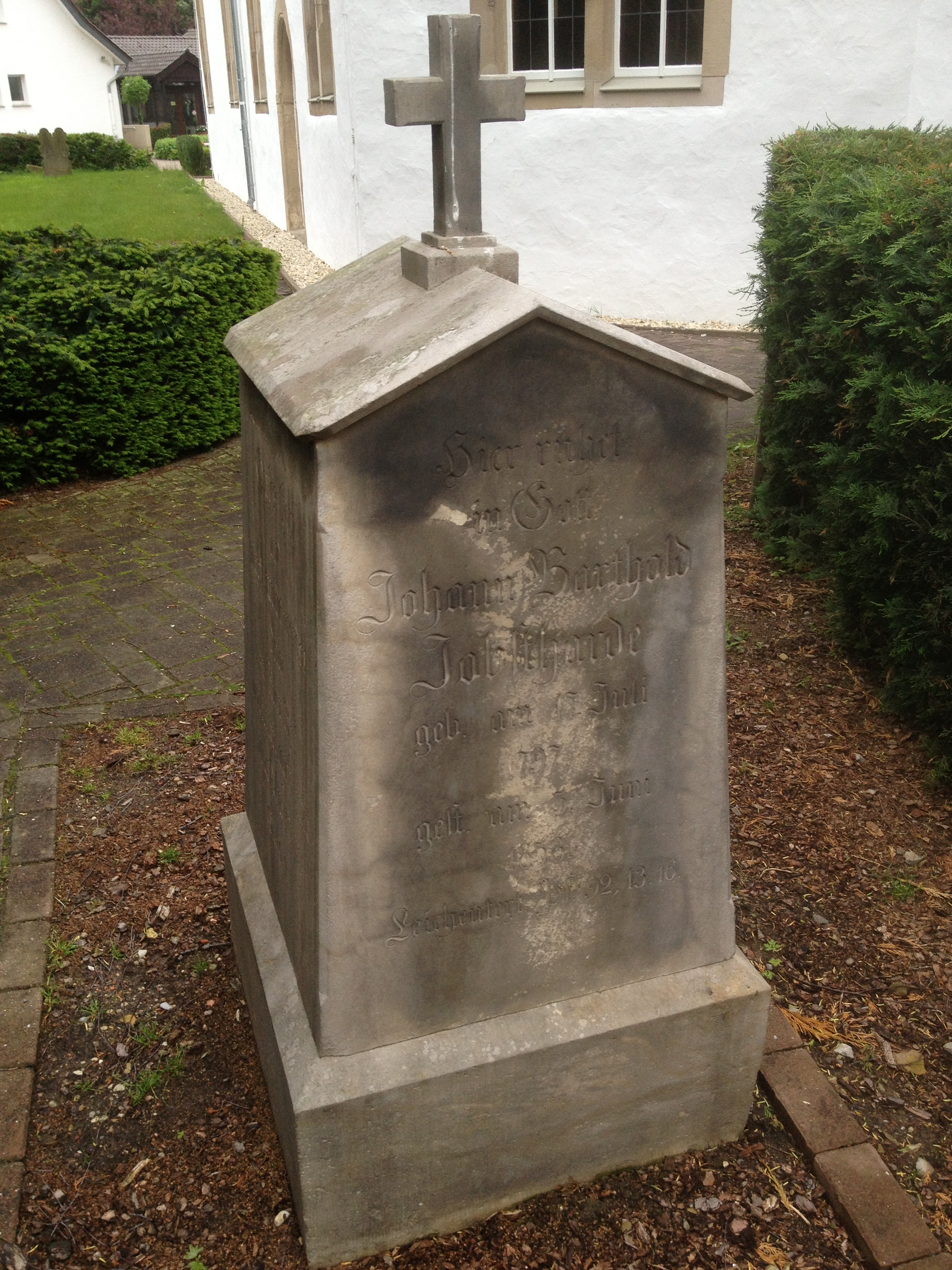
J. B. Jobstharde

- Jobstharde, der Führer der Lipp. Erweckungsbewegung Hier ruhet in Gott Johann Barthold Jobstharde geb. am 17. Juli 1797, gest. am 5. Juni 1858 – Leichentext Ps. 92, 13.16
2. Seite: Dabei wird jedermann erkennen, daß ihr meine Jünger seid, so ihr Liebe untereinander habt. Joh. 13,25.
3. Seite: Lasset uns aber Gutes thun und nicht müde werden, denn zu seiner Zeit werden wir auch ernten ohne aufzuhören. Gal 6,9.
4. Seite: Wer überwindet der soll mit weißen Kleidern angelegt werden, und Ich werde seinen Namen nicht austilgen aus dem Buche des Lebens. Offenb. 3,5.

### Familie Meier-Johann - Franstz Meyer
- ANNO 1694 DEN 22. FEBRUA IST DER EHRNACHTBAR MEYER FRANSTZ ZU HELLERHAUSEN SELIG IM HE ENTSCHLAFFEN SEINES ALTERS 58 JAHR und ANNO 1706 DEN 4. MERTZ IST DIE EHR UND TUGENDSAME FRAU ADELHEIDT MEYER MEYERS FRANSTZ NACHGELASSENE WITTWE SELIG IM HERRE ENTSCHLAFFE IHRES ALTERS 71 JAHR. ANNO 1697 HABE ICH MEYER JOHAN MEINEN SELIGEN VATTER DIESEN STEIN ZU LETZTER EHREN GEDÄTNIS MACHEN LASSEN
Rückseite: ICH WEIS DAS MEIN ERLÖSER LEBET UND ER WIRD MICH HERNACH AUS DER ERDE AUFFERWECKEN UND WERDE DARNACH MIT DIESER MEINER HAUT UMGEBEN WERDEN UND WERDE IN MEINEM FLEISCH GOTT SEHEN DENSELBEN WERDE ICH MIR SEHEN MEINE AUGE WERDEN IHN SCHAUWE UND KEIN FREMBDER   HIOB AM 19

### Familie Meise
- ANO 1678 DE 26. DEZEMB IST DIE TUGENDSAHME FRAUWAN LISABET BROCKMEIERS JOST MEISEN EHELICHE HAUSFRAW ENTSCHLAFEN IHR ALTER 50 JA
Rückseite: APOC 14 SELIG SIND DIE TOTEN DIE IM HERREN STERBEN SAP DIE SELEN DER GERECHTEN SIND IN GOTTES HAND UND KEINE QUAL RURET SIE AN
- ANNO 1738 JOHANN MEISE
Rückseite: JASAJA 57 V.2 UND DIE RICHTIG FÜR SICH GEWANDELT HABEN KOMMEN ZUM FRIEDEN UND RUHEN IN IHREN KAMMERN
- HIER RUHEN BIS ZU TAGE IHRER WIEDERVEREINIGUNG DIE IRDISCHEN ÜBERRESTE D.S. (Anmerkung: das sind) J.H.F.D. MEISE V.D.S. (Anmerkung: von der Salze) H.S.E.F.A.J.S.R.M.S.G.B.E.T.H.I.
Rückseite: SELIG SIND DIE TOTEN DIE IN DEM HERRN STERBEN VON NUN AN JA DER GEIST SPRICHT DASS SIE RUHEN WERDEN VON IHRER ARBEIT UND IHR WERKE FOLGEN IHNEN 1812[3]

### Familie Möller
- ANNO 1676 DE 27. NOVEB IST BERENT MÖLLER VOSHAGEN SELIG ENTSCHLAFEN SEINES ALTERS 82 JAHR
Rückseite: PSALM 90 UNSER LEBEN WÄHRET 70 JAHR WENNS HOCH KOMPT SO SIND 80 JAHR UND WENS KÖSTLICH GEWESEN IST SO ISTS MÜHE UND ARBEIT GEWESEN DENN ES FÄHRET SCHNELL DAHIN ALS FLÖGEN WIR DAHIN
- ANNO 1694 DEN 5. FEBRUARI IST DER EHRENACHTBAR HANS MÖLLER VOM VOSHAGEN SELIG IM HERREN ENTSCHLAFEN SEINES ALTERS 80 JAHR UND ANNO 1700 DE 12 JANUARIS IST DESSEN EHEFRAU DIE EHR UND TUGENDSAHME CATHARINA VOSHAGEN SELIG IM HERRN ENTSCHLAFEN IHRES ALTERS 90 JAHR
Rückseite: PSALM 90 … (siehe oben)[3]

### Familie Mügge
- WER ÜBERWINDET, DER SOL MIT WEISSEN KLEIDERN ANGELEGT WERDEN UND ICH WERDE SEINEN NAMEN NICHT AUSTILGEN AUS DEM BUCHE DES LEBENS (OFFB 3 V5)
Rückseite: FRANZ MÜGGE GEB 30 NOV 1802 GEST 29 JUL 1959 und ELISABETH MÜGGE GEB 21 AUG 1803 GEST 25 JAN 1866[3]

### Familie Schalk
- HIER RUHT PAULINE AUGUSTE SCHALK GEB. KLOCKE GEB. D 28. JUNI 1845 GEST. D 9. JULI 1890
DENN MEIN VATER UND MEINE MUTTER VERLASSEN MICH, ABER DER HERR NIMMT MICH AUF (Psalm 27.10)
- HIER RUHT PAULA SCHALK GEB. 14. OKTOBER 1872 GEST. 31. MAI 1915
DENN CHRISTUS IST MEIN LEBEN UND STERBEN IST MEIN GEWINN (Ph. 1.21)[3]

### Familie Schemmel

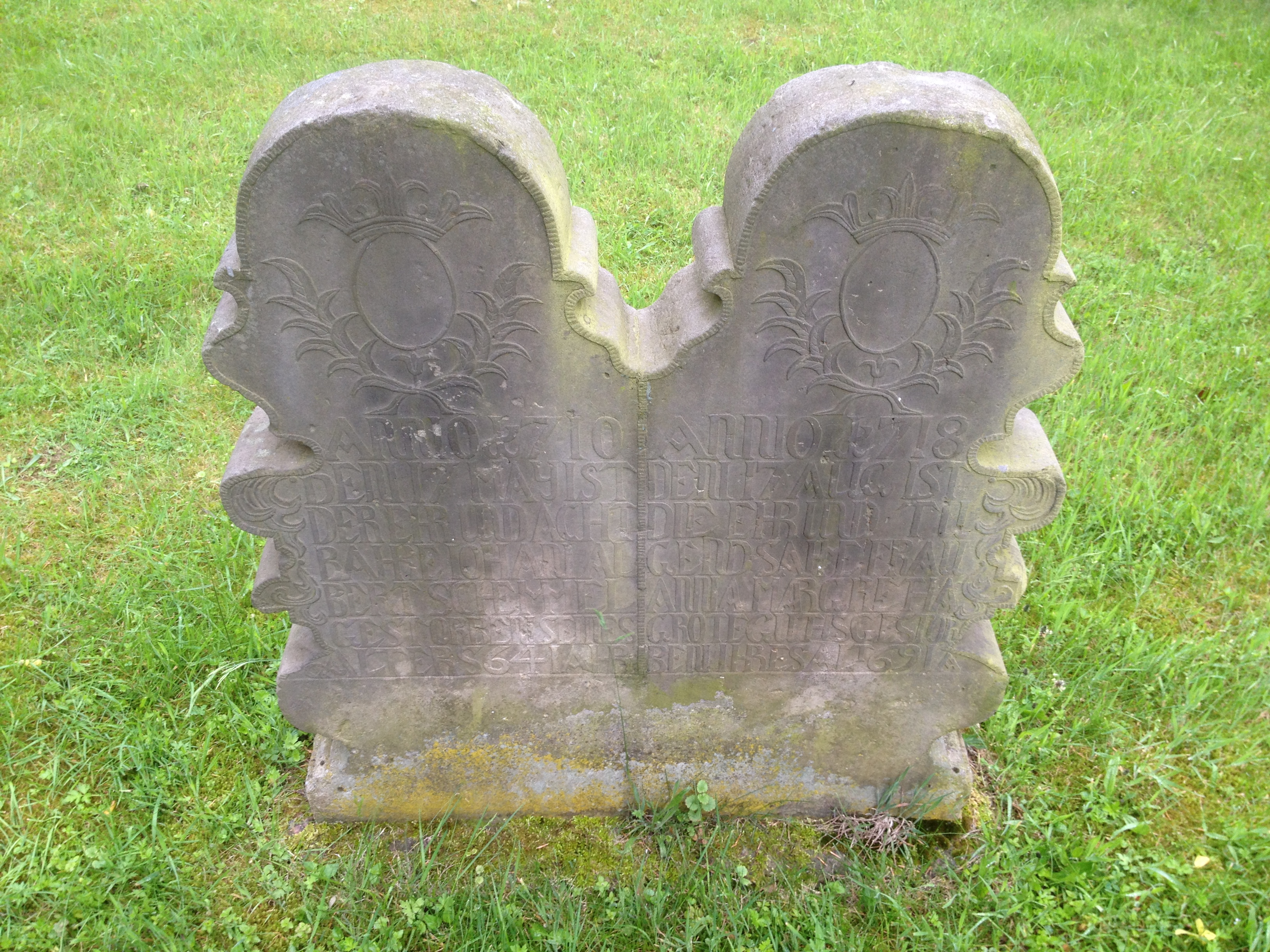
Vorderseiten

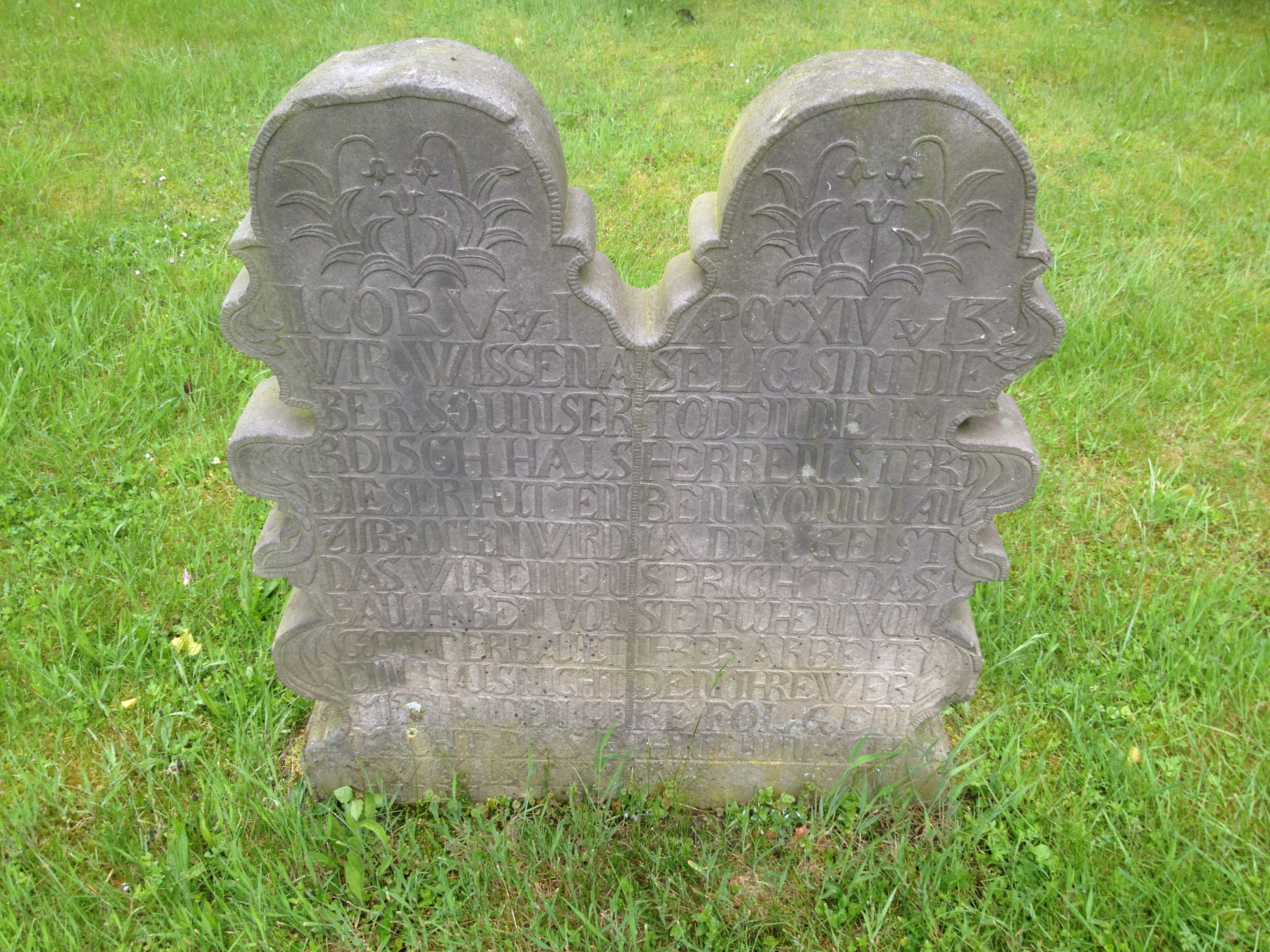
Rückseiten

- ANNO 1710 DEN 17. MAY IST DER EHR UND ACHTBARE JOHAN ALBERT SCHEMMEL GESTORBEN SEINES ALTERS 64 JAHR
Rückseite: II COR V v I WIR WISSEN ABER SO UNSER IRDISCH HAUS DIESER HUTTEN ZERBROCHEN WIRD DAS WIR EINEN BAU HABEN VON GOTT ERBAUET EIN HAUS NICHT MIT HANDEN GEMACHT DAS EWIG IST IM HIMMEL
- ANNO 1718 DEN 17 AUG IST DIE EHR UND TUGENDSAME FRAU ANNA MARGARETHA GROTEGUHS GESTORBEN IHRES ALT 69
Rückseite: APOC XIV v 13 SELIG SINT DIE TODEN DIE IM HERREN STERBEN VON NUN AN IA DER GEIST SPRICHT DAS SIE RUHEN VON IHRER ARBEIT DEN IHRE WERKE FOLGEN IHNEN NACH
- ANNO 1746 DEN 18· JANUAR IST DER EHR UND ACHTBAHRE BERND SCHEMMEL GESTORBEN SEINES ALTERS 63 JAHR WENIGWER 2 MONAT
Rückseite: 2· TIM· IV· v. 7· 8· ICH HABE EINEN GUTEN KAMPF GECKAMPFET ICH HABE DEN LAUF VOLLENDET ICH HABE GLAUBEN EHALTEN HINFORT IST MIR BEIGELEGET DIE KRON DER GERECHTIGKEIT WELCHE MIR DER HERR AN IENEM TAGE DER GERECHTE RICHTER GEBEN WIRD NICHT MIR ABER ALLEINE SONDERN AUCH ALLEN DIE SEINE ERSCHEINUNG LIEB HABEN
- ANNO 1756 DEN 23 AUGUST IST DIE EHR UND TUGENDSAHME ANNA ELISABETH LINNEMANNS GESTORBEN IHRES ALTERS 66 JAHR
Rückseite: PHIL. I. v. 22. 23 SINTEMAL ABER IM FLEISCHE LEBEN DIENET MEHR FRUCHT ZU SCHAFFEN SO WEIS ICH NICHT WELCHES ICH ERWEHLEN SOLL DEN LIEGET MIR BEIDES HART AN ICH HABE LUST ABZUSCHEIDEN UND BEI KHRISTO ZU SEIN WELCHES AUCH VIEL BESER WORE
- HIER RUHET IN GOTT EMILIE LOUISE CHARLOTTE SCHEMMEL GEB. KLOCKE ZU RÖNTORF GEB. 23. JUNI 1842 GEST. 5. SEPT. 1872
Rückseite: EV. JOH. 16 V33 IN DER WELT HABT IHR ANGST, ABER SEID GETROST, ICH HABE DIE WELT ÜBERWUNDEN.[3]

### Familie Schuckmann
- ANNO MDCCXXXI (Anmerkung: 1731) DEN 8 SEPTEM IST JOHAN SCHUCKMAN GESTORBEN SEINES ALTERS 59 JAHR JOHAN BERND SCHUCKEMAN IST GESTORBEN D 13 AUGUST 1761 ALT 54 JAHR 3 MOND
Rückseite: APOC XIV V 13 SELIG SIND DIE ....TODTEN DIE IN DEM HERRN STERBEN VON NU AN JA DER GEIST SPRICHT DAS SIE RUHEN VON IHRER ARBEIT DENN IHREWERKE FOLGEN IHNEN NACH
- ANNO 1730 DEN 4 NOVEMB IST GESTORBEN MARGRETE SCHUCKMANN 71J 8MONAT; zuvor wohnhaft im Haus „Unterwüsten 24“ / Wüstener Krug
Rückseite: UND ER SPRACH JA SELIG SIND DIE GOTTES WORT HÖREN UND BEWA[3]